# Сарыгаджилы
Сарыгаджилы (азерб. Sarıhacılı) — село в административно-территориальном районе села Сеидли Агдамского района Азербайджана.

## История
Село расположено на Карабахской равнине. Османский источник, датированный 1593 годом, перечисляет названия 27-ми племён Отузики, одно из которых — Сарихаджилы. Село основано в начале XIX века, значительно выросло в советский период и к 1989 году насчитывало 28.031 жителей, а к 2021 году там никто не жил.
С 23 июля 1993 года село было оккупировано вооружёнными силами Армении. 20 ноября 2020 года, согласно условиям заявлению о прекращении огня в Нагорном Карабахе, село вернулось под контроль Азербайджана.
В 2021 году 83-летний ханенде Ариф Бабаев, уроженец села через 28 лет вернулся в родное село.

## Известные люди
- Бабаев Ариф Имрам оглы (20 февраля 1938, Сарыгаджылы, Агдамский район) — советский и азербайджанский ханенде, Народный артист Азербайджанской ССР (1989).

- Фамиль Мехти (1934, Сарыгаджылы[d], Агдамский район — 29 сентября 2003, Баку) — азербайджанский публицист, поэт, доктор филологических наук (с 1974 года), профессор (с 1977 года), член Союза Писателей Азербайджана (с 1959 года).